# Бельгія на літніх Олімпійських іграх 2012
Бельгію на літніх Олімпійських іграх 2012 представляли 115 спортсменів у 16 видах спорту.

## Нагороди
| Медаль | Спортсмен       | Вид спорту       | Дисципліна                                   | Дата   |
| ------ | --------------- | ---------------- | -------------------------------------------- | ------ |
| Срібло | Ліонель Кокс    | Стрільба         | Чоловіки, пневматична гвинтівка, 50 м лежачи | 3 Сер  |
| Бронза | Шарлін ван Снік | Дзюдо            | Жінки, 48 кг                                 | 28 Лип |
| Бронза | Еві ван Акер    | Вітрильний спорт | Жінки, клас «Лазер»                          | 6 Сер  |

## Академічне веслування
Чоловіки
| Спортсмени | Дисципліна | Відбіркові заїзди | Відбіркові заїзди | Втішний заїзд | Втішний заїзд | Чвертьфінали | Чвертьфінали | Півфінали | Півфінали | Фінал  | Фінал        |
| Спортсмени | Дисципліна | Час               | Місце             | Час           | Місце         | Час          | Місце        | Час       | Місце     | Час    | Місце        |
| ---------- | ---------- | ----------------- | ----------------- | ------------- | ------------- | ------------ | ------------ | --------- | --------- | ------ | ------------ |
| Тім Маєнс  | Одиночки   | 6:42.52 OB        | 1                 | Н/Д           | Н/Д           | 6:56.65      | 2            | 7:39.78   | 6         | 7:27.5 | 12 (Фінал B) |